# Vestito bianco di Lady Gaga
Il vestito bianco di Lady Gaga è l'abito che la cantante statunitense ha indossato in occasione del red carpet dei BRIT Awards 2010. Il vestito è stato disegnato da Francesco Scognamiglio mentre la maschera-parrucca ad esso abbinata da Philip Treacy. Un sondaggio organizzato online da offerssupermarket.co.uk nel 2010 ha posizionato l'abito al quinto posto nella classifica degli abiti più iconici degli ultimi cinquanta anni.

## Storia
L'abito bianco è stato indossato il 16 febbraio 2010 presso l'Earls Court Arena di Londra in occasione dei BRIT Awards 2010, durante i quali la cantante statunitense ha ricevuto tre premi nelle categorie: migliore artista femminile internazionale; miglior album; migliore rivelazione. Sul palco Lady Gaga ha interpretato un medley di Dance in the Dark e Telephone, ed ha ricordato lo stilista Alexander McQueen, suo amico, scomparso pochi giorni prima dell'evento. Appena un'ora prima dell'inizio dei BRIT Awards, Lady Gaga aveva lasciato un messaggio su Twitter in cui diceva:
(Lady Gaga)
Il vestito è stato disegnato dallo stilista italiano Francesco Scognamiglio, che in precedenza aveva già vestito la cantante in occasione di una trasmissione radiofonica nell'ottobre del 2009. Parlando del vestito realizzato per i BRIT Awards, Scognamiglio ha dichiarato:
(Francesco Scognamiglio)
Durante la stessa intervista, Scognamiglio ha raccontato come Lady Gaga abbia preferito il suo abito a sette di Armani che le erano stati proposti.
Il vestito era accompagnato da una maschera-parrucca in pseudo stile settecentesco, realizzata dallo stilista irlandese Philip Treacy, che Gaga aveva conosciuto proprio tramite Alexander McQueen. La parrucca è costata circa 7000 euro ed ha richiesto due giorni di lavorazione.
Sul palco Lady Gaga si è successivamente liberata del pesante abito e si è esibita con una tuta intera trasparente con alcuni dettagli in pizzo. Inizialmente era previsto che per l'esibizione la cantante indossasse soltanto un body di colore nero.
Il Daily Mail ha notato come l'ensemble di Gaga ricordasse alcune figure iconiche come il pagliaccio Pierrot o la regina Maria Antonietta d'Asburgo-Lorena.

## Ricezione
La mise di Lady Gaga ha colpito molto l'attenzione mediatica, ed il Daily Mail l'ha giudicato bizzarro persino per gli standard della cantante. Anche secondo la rivista musicale Billboard l'abito è uno dei più oltraggiosi mai indossati dalla cantante.
Il 9 dicembre 2010, sono state inaugurate otto statue di cera di Lady Gaga nei musei di Madame Tussauds di New York, Los Angeles, Las Vegas, Londra, Berlino, Amsterdam, Hong Kong e Shanghai. Fra le otto statue, ognuna del valore di circa duecentodiecimila euro, è stata scelta come mise per una proprio l'abito bianco Scognamiglio indossato dalla cantante per i BRIT Awards. Per l'occasione la stessa Madame Tussauds ha istituito il 9 dicembre come "giornata di Lady Gaga".
Secondo un sondaggio condotto nel 2010 dal negozio di abbigliamento online offerssupermarket.co.uk, il vestito bianco di Lady Gaga è risultato essere il quinto capo di abbigliamento più iconico dei precedenti cinquanta anni, votato dal 63% dei partecipanti.